# Saint-Georges-le-Gaultier

Saint-Georges-le-Gaultier este o comună în departamentul Sarthe, Franța. În 2009 avea o populație de 551 de locuitori.